# Morlaixia obscura
Morlaixia obscura is een rondwormensoort uit de familie van de Diplopeltidae. De wetenschappelijke naam van de soort is voor het eerst geldig gepubliceerd in 1988 door Vincx & Gourbault.